# Chemnitzer FC
El Chemnitzer Fußballclub e.V. en alemán es un club de fútbol con sede en Chemnitz, Sajonia, Alemania. Fundado en 1933 las raíces del club se remontan a su establecimiento como Chemnitzer BC 1933 en 1933 después de la caída (quiebra) del ex Chemnitzer BC 1899. El club fue conocido hasta 1990 como FC Karl-Marx-Stadt, ya que entre 1953 y 1990 la ciudad de Chemnitz fue renombrada Karl-Marx-Stadt. Actualmente compite en la Regionalliga Nordost.

## Entrenadores
| - Karl Haueisen (1952-1953) - Heinz Hartmann (1953-1955) - Rolf Kukowitsch (1955) - Walter Fritzsch (1956–1957) - Fritz Wittenbecher (1958) - Hans Höfer (1958-1960) - Siegfried Seifert (1960-1961) - Heinz Werner (1961-1963) - Horst Scherbaum (1963-1968) - Bringfried Müller (1968-1970) - Heinz Weber (1970-1971) - Gerhard Hofmann (1971-1974) - Dieter Erler (1974-1976) - Herbert Naumann (1976) - Manfred Kupferschmied (1976-1980) - Manfred Lienemann (1981-1985) - Heinz Werner (1985-1988) - Hans Meyer (1988-1993) - Reinhard Häfner (1993-1996) - Christoph Franke (1996-2000) | - Josip Kuze (2000) - Manfred Lienemann (2000) - Dirk Karkuth (2000-2001) - Matthias Schulz (2001-2002) - Dirk Barsikow (2002) - Joachim Müller (2002-2003) - Frank Rohde (2003-2004) - Dirk Barsikow (2004-2005) - Dietmar Demuth (2005) - Joachim Müller (2005-2007) - Tino Vogel (2007–2008) - Christoph Franke (2008) - Gerd Schädlich (2008-2013) - Karsten Heine (2013-2016) - Sven Köhler (2016-2017) - Horst Steffen (2017-2018) - David Bergner (2018-2019) - Sreto Ristić (2019) - Patrick Glöckner (2019-2020) - Daniel Berlinski (2020-) |

## Palmarés

### Torneos Nacionales (2)
- DDR-Oberliga (1): 1967.
- Fuwo-Pokal (1): 1972.
- Regionalliga Nordost (1): 2019
- Copa de Sajonia (9): 1997, 1998, 2006, 2008, 2010, 2012, 2014, 2015, 2017.

## Participación en competiciones europeas UEFA
| Temporada | Competición     | Ronda | Club              | Cómputo global | Ida     | Vuelta           |
| --------- | --------------- | ----- | ----------------- | -------------- | ------- | ---------------- |
| 1967/68   | Copa de Europa  | 1R    | RSC Anderlecht    | 2-5            | 1-3 (C) | 1-2 (F)          |
| 1989/90   | Copa de la UEFA | 1R    | Boavista          | 3-2            | 1-0 (C) | 2-2 prórroga (F) |
| 1989/90   | Copa de la UEFA | 2R    | FC Sion           | 5-3            | 1-2 (F) | 4-1 (C)          |
| 1989/90   | Copa de la UEFA | 1/8   | Juventus          | 1-3            | 1-2 (F) | 0-1 (C)          |
| 1990/91   | Copa de la UEFA | 1R    | Borussia Dortmund | 0-4            | 0-2 (C) | 0-2 (F)          |